# Konfigurationsraum
Der Konfigurationsraum ist der Raum der generalisierten Koordinaten eines Systems, z. B. in der klassischen Mechanik alle Ortskoordinaten der Teilchen. Die Dimension des Konfigurationsraums ist die Anzahl der {\displaystyle n} unabhängigen Freiheitsgrade des Systems. Jede tatsächliche Bewegung kann vom Zustandsraum in den Konfigurationsraum projiziert werden. Von Bedeutung ist der Konfigurationsraum z. B. in der Robotik.
Der Zustand eines mechanischen Systems kann durch die Angabe eines Punktes im Konfigurationsraum nicht vollständig beschrieben werden, denn zusätzlich zu den generalisierten Koordinaten ist auch eine Angabe der zugehörigen generalisierten Impulse notwendig. Insgesamt spezifiziert man so einen Punkt des Phasenraums.
Der Konfigurationsraum ist eine differenzierbare Mannigfaltigkeit {\displaystyle M} und der Phasenraum ist der Kotangentialbündel {\displaystyle T^{*}M}, das heißt die disjunkte Vereinigung der Kotangentialräume
{\displaystyle T^{*}M:=\bigsqcup _{p\in M}T_{p}^{*}M.}
Beispiel {\displaystyle M=\mathbb {R} ^{n}} und {\displaystyle T^{*}M\cong \mathbb {R} ^{2n}}.